# Municipio de Adell
El municipio de Adell (en inglés: Adell Township) está ubicado en el condado de Sheridan, en el estado de Kansas (Estados Unidos).

## Geografía
El municipio de Adell se encuentra ubicado en las coordenadas 39°31′51″N 100°14′41″O / 39.53083, -100.24472. Según la Oficina del Censo de los Estados Unidos, en 2010 tenía una superficie total de 139,85 km², de la cual 139,84 (99,99%) correspondían a tierra firme y 0,01 (0,01%) a agua.

## Demografía
Según el censo de 2010, el municipio de Adell estaba habitado por 12 personas y su densidad de población era de 0,09 hab/km². Según su raza, el 91,67% de los habitantes eran blancos y el 8,33% negros o afroamericanos.